# Error Detection and Handling
Il termine inglese Error Detection and Handling (EDH) indica un protocollo opzionale usato nell'interfaccia SDI. Esso permette a un'apparecchiatura ricevente di verificare che ogni semiquadro sia ricevuto correttamente.
Un'apparecchiatura in grado di generare un segnale SDI con EDH calcola due valori CRC per ogni semiquadro: uno corrisponde al video attivo e l'altro relativo all'intero semiquadro, inclusi i sincronismi. I due CRC sono posti in un pacchetto EDH integrato nel segnale. L'apparecchaitura ricevente genera a sua volta i due CRC e li confronta con quelli presenti nel segnale in ingresso, per determinare se c'è un errore di trasmissione.
Il pacchetto EDH contiene inoltre dei bit usati per segnalare se una tratta di segnale precedente contenesse errori; le apparecchiature che ricevono un segnale video con un CRC errato, se ritrasmettono a loro volta il segnale, dovrebbero inserire il CRC corretto (che può essere differente se il video è modificato in qualsiasi maniera) e impostare il flag che indica un errore precedente. In questo modo, è più semplice identificare la tratta dove si genera il problema.
Il protocollo EDH non permette la correzione degli errori, ma solo la loro rilevazione, e non è previsto un meccanismo di ritrasmissione del pacchetto difettoso. lo scopo principale dell'EDH è di aiutare a identificare un'eventuale apparecchiatura difettosa in una catena video.
Il protocollo EDH non è usato con segnali video in alta definizione, poiché l'implementazione HD dell'interfaccia SDI include un CRC obbligatorio per ogni linea.
Il protocollo SD-SDI EDH è definito dallo standard SMPTE RP 165-1994 e dall'equivalente standard ITU ITU-R BT.1304